# Pływanie na Letnich Igrzyskach Olimpijskich 1924 – 400 m stylem dowolnym kobiet
Wyścig na 400 metrów stylem dowolnym kobiet był jedną z konkurencji pływackich rozgrywanych podczas VII Letnich Igrzysk Olimpijskich w Paryżu. Wystartowało 18 zawodniczek z ośmiu reprezentacji. Konkurencję tę rozegrano na igrzyskach po raz pierwszy.
Faworytką do złota była Amerykana Gertrude Ederle, która biła rekordy świata na różnych dystansach od 1922 roku, a w 1926 roku jako pierwsza kobieta przepłynęła kanał La Manche. Złoty medal zdobyła jednak piętnastoletnia Martha Norelius. Jej ojciec i trener Charles Norelius reprezentował Szwecję na Olimpiadzie Letniej w 1906 roku. Podczas swojej kariery sportowej Amerykanka ustanowiła rekordy świata na wszystkich dystansach od 200 do 1500 metrów. Jej najmocniejszą konkurencją było 400 metrów. Zdobyła tytuł mistrzowski wyprzedzając swoje koleżanki z reprezentacji Stanów Zjednoczonych, Helen Wainwright, wicemistrzyni olimpijską w skokach do wody z Antwerpii, oraz Ederle.

## Rekordy
| Rekord świata     | 5:53,2 | Gertrude Ederle | Indianapolis (USA) | 4 sierpnia 1922 |
| Rekord olimpijski | -      | -               | -                  | -               |

## Wyniki

### Eliminacje
Dwie najszybsze zawodniczki i najlepsza z trzeciego miejsca awansowały do półfinału.
Wyścig 1
| Miejsce | Zawodniczka       | Czas   | Uwagi |
| ------- | ----------------- | ------ | ----- |
| 1       | Gertrude Ederle   | 6:12,2 | Q     |
| 2       | Doris Molesworth  | 6:28,6 | Q     |
| 3       | Hedevig Rasmussen | 6:58,2 | q     |
| 4       | Gurli Ewerlund    | 7:05,4 |       |
| 5       | Ernestine Lebrun  | 7:06,4 |       |

Wyścig 2
| Miejsce | Zawodniczka      | Czas   | Uwagi |
| ------- | ---------------- | ------ | ----- |
| 1       | Martha Norelius  | 6:23,2 | Q     |
| 2       | Constance Jeans  | 6:34,6 | Q     |
| 3       | Truus Klapwijk   | 7:15,0 |       |
| 4       | Gilberte Mortier | 7:35,0 |       |

Wyścig 3
| Miejsce | Zawodniczka      | Czas   | Uwagi |
| ------- | ---------------- | ------ | ----- |
| 1       | Helen Wainwright | 6:46,8 | Q     |
| 2       | Mariette Protin  | 6:58,2 | Q     |
| 3       | Vibeke Møller    | 7:02,2 |       |
| 4       | Jane Gylling     | 7:55,0 |       |
| 5       | Eva Chaloupková  | 8:14,0 |       |

Wyścig 4
| Miejsce | Zawodniczka   | Czas   | Uwagi |
| ------- | ------------- | ------ | ----- |
| 1       | Gwitha Shand  | 6:23,6 | Q     |
| 2       | Iris Tanner   | 6:35,4 | Q     |
| 3       | Hjördis Töpel | 6:59,8 |       |
| 4       | Maria Vierdag | 7:02,4 |       |

### Półfinały
Dwie najszybsze zawodniczki i najlepsza z trzeciego miejsca awansowały do finału.
Półfinał 1
| Miejsce | Zawodniczka      | Czas   | Uwagi |
| ------- | ---------------- | ------ | ----- |
| 1       | Helen Wainwright | 6:19,6 | Q     |
| 2       | Doris Molesworth | 6:19,8 | Q     |
| 3       | Gwitha Shand     | 6:24,4 | q     |
| 4       | Constance Jeans  | 6:37,8 |       |
| 5       | Mariette Protin  | 6:56,6 |       |

Półfinał 2
| Miejsce | Zawodniczka       | Czas   | Uwagi |
| ------- | ----------------- | ------ | ----- |
| 1       | Gertrude Ederle   | 6:23,8 | Q     |
| 2       | Martha Norelius   | 6:26,6 | Q     |
| 3       | Iris Tanner       | 6:34,0 |       |
| 4       | Hedevig Rasmussen | 6:55,2 |       |

### Finał
| Miejsce | Zawodniczka      | Czas   |
| ------- | ---------------- | ------ |
| 1       | Martha Norelius  | 6:02,2 |
| 2       | Helen Wainwright | 6:03,8 |
| 3       | Gertrude Ederle  | 6:04,8 |
| 4       | Doris Molesworth | 6:25,4 |
| —       | Gwitha Shand     | DNF    |